# US Open 2013 - Quad singolare
David Wagner era il detentore del titolo ma è stato sconfitto in finale da Lucas Sithole per 3-6, 6-4, 6-4.

## Teste di serie
1. David Wagner (finale)
2. Andy Lapthorne (round robin)

## Tabellone

### Legenda
| - Q = Qualificato - WC = Wild card - LL = Lucky loser | - ALT = Alternate - SE = Special Exempt - PR = Protected Ranking | - w/o = Walkover - r = Ritirato - d = Squalificato |

### Finale
|  | Finale |               |   |   |   |  |
|  |        |               |   |   |   |  |
|  |        | Lucas Sithole | 3 | 6 | 6 |  |
|  | 1      | David Wagner  | 6 | 4 | 4 |  |

### Round Robin
|   |                | Wagner        | Sithole       | Taylor   | Lapthorne     | RR W–L | Set W–L | Game W–L | Classifica |
| 1 | David Wagner   |               | 6-1, 4-6, 1-6 | 6-0, 6-0 | 6-3, 6-1      | 2–1    | 5–2     | 35-17    | 2          |
|   | Lucas Sithole  | 1-6, 6-4, 6-1 |               | 6-2, 6-2 | 1-6, 7-5, 6-1 | 3-0    | 6-2     | 39-27    | 1          |
|   | Nick Taylor    | 0-6, 0-6      | 2-6, 2-6      |          | 4-6, 4-6      | 0-3    | 0-6     | 12-26    | 4          |
| 2 | Andy Lapthorne | 3-6, 1-6      | 6-1, 5-7, 1-6 | 6-4, 6-4 |               | 1-2    | 3-4     | 28-34    | 3          |

La classifica viene stilata in base ai seguenti criteri: 1) Numero di vittorie; 2) Numero di partite giocate; 3) Scontri diretti (in caso di due giocatori pari merito ); 4) Percentuale di set vinti o di games vinti (in caso di tre giocatori pari merito ); 5) Decisione della commissione.